# Кукас (село)
Ку́кас (латыш. Kūkas) — населённый пункт в Крустпилсском крае Латвии. Входит в состав Кукской волости (административный центр — село Зиланы). Находится у автодороги E 22 (A12). Расстояние до города Екабпилса составляет около 15 км. По данным на 2016 год, в населённом пункте проживало 245 человек. Есть библиотека, дом культуры, почтовое отделение и магазины. Западнее села находится железнодорожная станция Кукас линии Крустпилс — Резекне II.

## История
В советское время населённый пункт был центром Кукского сельсовета Екабпилсского района. В селе располагался участок Ливанского торфозавода.